# 殷洪
殷洪，是道教著名的護法神，封「地司太歲副吏威力亞德元帥」，民間稱之小殷元帥，負責輔佐兄長殷郊。神話中相傳為殷纣王的嫡次子，殷商王子。

## 封神演義
殷郊和殷洪由皇后姜氏所生，殷郊本為太子，殷洪為郡王。在妲己設計害死姜皇后後，二位王子被以預謀弒君的罪名判了死刑，他們向黃飛虎求援，並且被方弼和方相兄弟帶出朝歌，之後又被殷破敗和雷開捉了回去，在處刑前廣成子救了殷郊，赤精子救了殷洪。這兩位大仙本來想培育兩位王子成為周武王與姜子牙的助力，協助武王克殷，所以教導他們法術，也給予他們神器，殷洪取得紫綬仙衣、陰陽鏡和水火鋒，而殷郊取得番天印、落魂鐘和雌雄劍。兩人也發下毒誓，一定要興周克殷，違背誓言就該當慘死。下山幫助周武王、姜子牙。
殷洪下山幫助周武王時，卻遇上了姜子牙的死對頭申公豹。申公豹以親情為餌，勸誘殷洪投向商軍陣營，殷洪法術高強，一開始讓周軍困擾不已，但最後被他的老師赤精子用太極圖所擒，在圖中被火刑，身體灰飛煙滅，殷洪死後被封為五穀星星君。

## 影視列表

### 電視劇
| 年份   | 劇名                 | 演員                 | 製作公司             | 備註                         |
| ------ | -------------------- | -------------------- | -------------------- | ---------------------------- |
| 1986年 | 《封神榜》           | 林智洋               |                      | 陳慧樓版《封神榜》           |
| 1990年 | 《封神榜》           | 符衝（少年：張余力） | 上海電視劇製作中心   | 藍天野版《封神榜》           |
| 2000年 | 《封神榜》           | 鍾天                 | 中國電視公司（中視） |                              |
| 2001年 | 《封神榜》           | 蔣 克                |                      | 陳浩民版《封神榜之忠義乾坤》 |
| 2006年 | 《封神榜之鳳鳴岐山》 | 趙錦燾（少年：楊揚） | 中國中央電視台       | 范冰冰版《封神榜之鳳鳴岐山》 |
| 2009年 | 《封神榜之武王伐紂》 | 王浩丞               | 中國中央電視台       | 林心如版《封神榜之武王伐紂》 |
| 2014年 | 《封神英雄榜》       | 黃作燦               | 山東衛視             | 陳鍵鋒版《封神英雄榜1》      |
| 2015年 | 《封神英雄》         | 陳若軒               | 安徽衛視             | 李依曉版《封神英雄榜2》      |
| 待定   | 《封神之天啟》       | 樸鑠                 |                      |                              |